# Wrightia viridiflora
Wrightia viridiflora är en oleanderväxtart som beskrevs av Kerr. Wrightia viridiflora ingår i släktet Wrightia och familjen oleanderväxter. Inga underarter finns listade i Catalogue of Life.